# 2320 Blarney
2320 Blarney (1979 QJ) là một tiểu hành tinh vành đai chính được phát hiện ngày 29 tháng 8 năm 1979 bởi Wild, P. ở Zimmerwald.